# Mario Tokić
Mario Tokić (ur. 23 lutego 1975 w Zagrzebiu) – chorwacki trener piłkarski i piłkarz grający na pozycji środkowego obrońcy.
Tokić piłkarską karierę zaczynał nie w rodzinnym Zagrzebiu, a w oddalonej o blisko 180 km Rijece w miejscowym klubie NK Rijeka. Po 6 latach powrócił do Zagrzebia i trafił do Dinama. W 2001 roku opuścił Chorwację i przeniósł się do Austrii zasilając szeregi Grazer AK. Po 4 latach gry w tym jednym z czołowych klubów kraju przeniósł się do stołecznej Austrii Wiedeń (kosztował około 900 tys. euro). Po sezonie 2006/2007 przeniósł się do drużyny lokalnego rywala Austrii – Rapidu. W 2009 roku wrócił do Chorwacji i grał w NK Zagreb, w którym w 2011 roku zakończył karierę.
Do klubowych sukcesów Tokicia należą: dwukrotny tytuł Mistrza Chorwacji w latach 1999 i 2000 oraz Puchar Chorwacji w 2001 roku z Dinamem, zdobycie tytułu Mistrza Austrii w 2004 roku z Grazerem AK oraz w 2006 roku z Austrią, a także dwukrotnie Puchar Austrii z Grazerem w 2002 i 2004 roku oraz w 2006 z Austrią.
W reprezentacji Chorwacji Tokić zadebiutował 5 września 1998 roku w przegranym 0:2 meczu z reprezentacją Irlandii. Był w 23-osobowej kadrze na Euro 2004, ale nie zagrał tam ani minuty. Podobnie było na Mistrzostwach Świata w Niemczech, gdzie Tokić był w kadrze, ale również nie grał.

## Kariera
| Sezon   | Klub           | Kraj      | Rozgrywki  | Mecze | Bramki |
| ------- | -------------- | --------- | ---------- | ----- | ------ |
| 1992/93 | NK Rijeka      | Chorwacja | Prva HNL   | 1     | 0      |
| 1993/94 | NK Rijeka      | Chorwacja | Prva HNL   | 16    | 0      |
| 1994/95 | NK Rijeka      | Chorwacja | Prva HNL   | 26    | 1      |
| 1995/96 | NK Rijeka      | Chorwacja | Prva HNL   | 34    | 1      |
| 1996/97 | NK Rijeka      | Chorwacja | Prva HNL   | 27    | 3      |
| 1997/98 | NK Rijeka      | Chorwacja | Prva HNL   | 25    | 0      |
| 1998/99 | Dinamo Zagrzeb | Chorwacja | Prva HNL   | 30    | 0      |
| 1999/00 | Dinamo Zagrzeb | Chorwacja | Prva HNL   | 25    | 1      |
| 2000/01 | Dinamo Zagrzeb | Chorwacja | Prva HNL   | 9     | 0      |
| 2001/02 | Grazer AK      | Austria   | Bundesliga | 30    | 0      |
| 2002/03 | Grazer AK      | Austria   | Bundesliga | 34    | 0      |
| 2003/04 | Grazer AK      | Austria   | Bundesliga | 35    | 4      |
| 2004/05 | Grazer AK      | Austria   | Bundesliga | 34    | 0      |
| 2005/06 | Austria Wiedeń | Austria   | Bundesliga | 29    | 0      |
| 2006/07 | Austria Wiedeń | Austria   | Bundesliga | 31    | 0      |
| 2007/08 | Rapid Wiedeń   | Austria   | Bundesliga | 22    | 1      |
| 2008/09 | Rapid Wiedeń   | Austria   | Bundesliga | 21    | 0      |
| 2009/10 | NK Zagreb      | Chorwacja | Prva HNL   | 12    | 0      |
| 2010/11 | NK Zagreb      | Chorwacja | Prva HNL   | 25    | 0      |